# Gillian Jacobs
Gillian Jacobs (* 19. října 1982, Pittsburgh, Pensylvánie, USA) je americká filmová, divadelní a televizní herečka, která je nejvíce známá díky roli Britty Perry v americkém komediálním seriálu stanice NBC Zpátky do školy a roli Mickey v Netflixovém seriálu Love.

## Životopis
Jacobs se narodila jako Gillian Maclaren Jacobs rodičům Martině Magenau Jacobs a Williamu F Jacobs mladšímu  v Pittsburghu, Pensylvánii a vyrostla na jednom ze zdejších předměstí. Má irské, skotské, německé a francouzské předky.
V Pittsburghu se proslavila hraním ve zdejším městském divadle. Po vystudování Mt. Lebanon High School v roce 2000, se přestěhovala do New Yorku, kde začala studovat herectví na proslulé The Juilliard School, kde se připojila k herecké skupině nazvané Drama Division's Group 33.
Jedna z jejích hereckých kolegyní na ní prozradila, že je zarputilou abstinentkou. Tuto informaci posléze potvrdila v TV show s názvem The Late Late Show.

## Kariéra

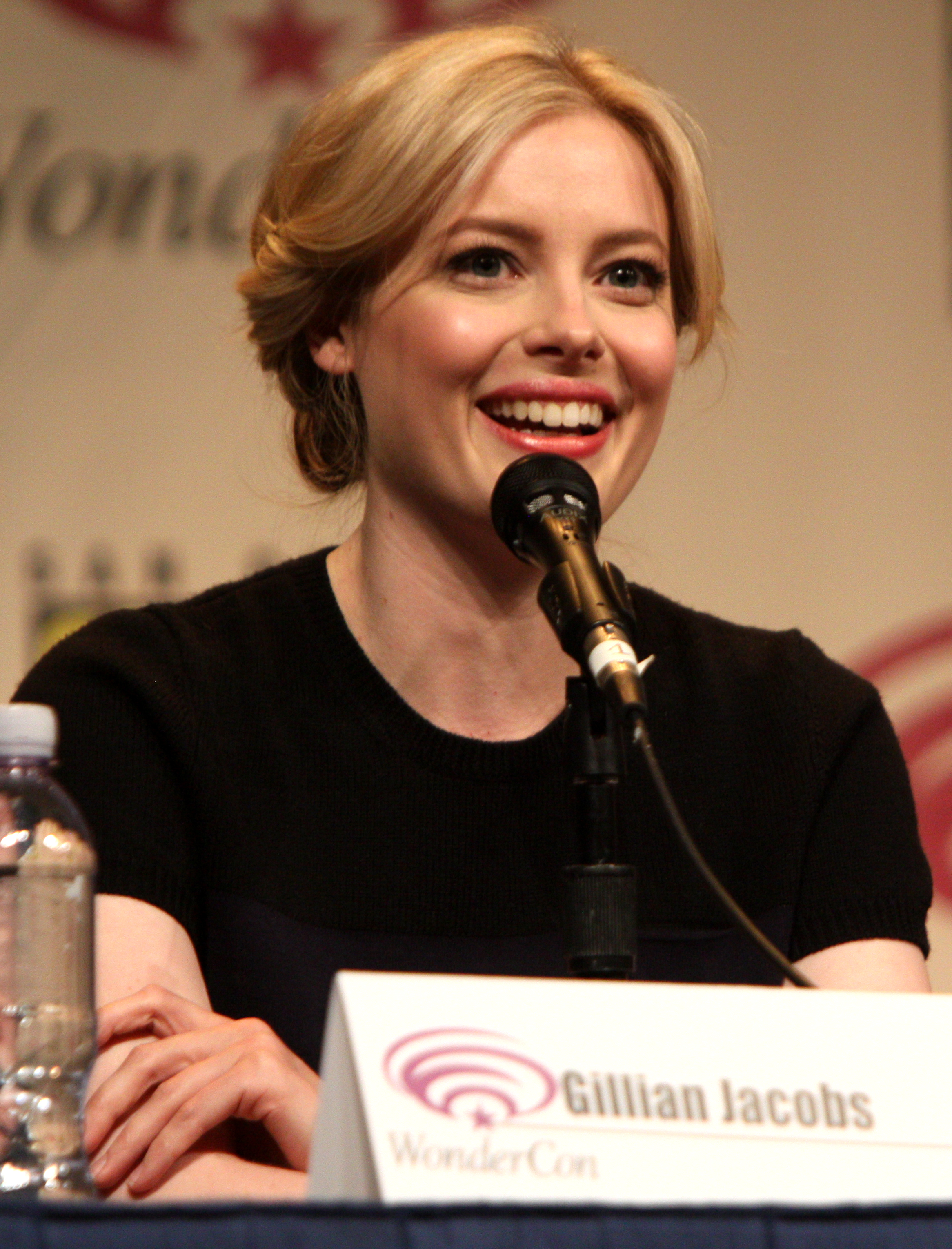
Jacobs v březnu roku 2012.

Výraznější slávu ji přinesla role Adele Congreve v televizním seriálu s názvem The Book of Daniel. Zahrála si v pilotním díle seriálu televizní stanice ABC Traveler, v ostatních dílech byla ovšem nahrazena jinou herečkou. Následně se objevila například v seriálech Zákon a pořádek a Hranice nemožného.
V roce 2006 si Jacobs zahrála v divadle Off-Off-Broadway v adaptaci s názvem "Cagelove" od Chris Denhama. Ačkoli tato adaptace nezískala moc dobré kritiky, herecké umění Gillian Jacobs se kritikům líbilo. The New York Times nabádal své čtenáře, aby "si určitě zapamatovali jméno Gillian Jacobs, nádherné absolventce Juilliardu, která bude jednou zářit jako hvězda".
Na divadelní scéně se objevila například ve hrách The Fabulous Life of a Size Zero (2007), A Feminine Ending (2007) a The Little Flower of East Orange (2008), kterou režíroval Philip Seymour Hoffman.

Své herecké umění ukázala ve filmech Gardens of the Night (2007); Blackbird (2007); Choke (2008), který byl inspirován novelou spisovatele Chucka Palahniuka a The Box (2009).

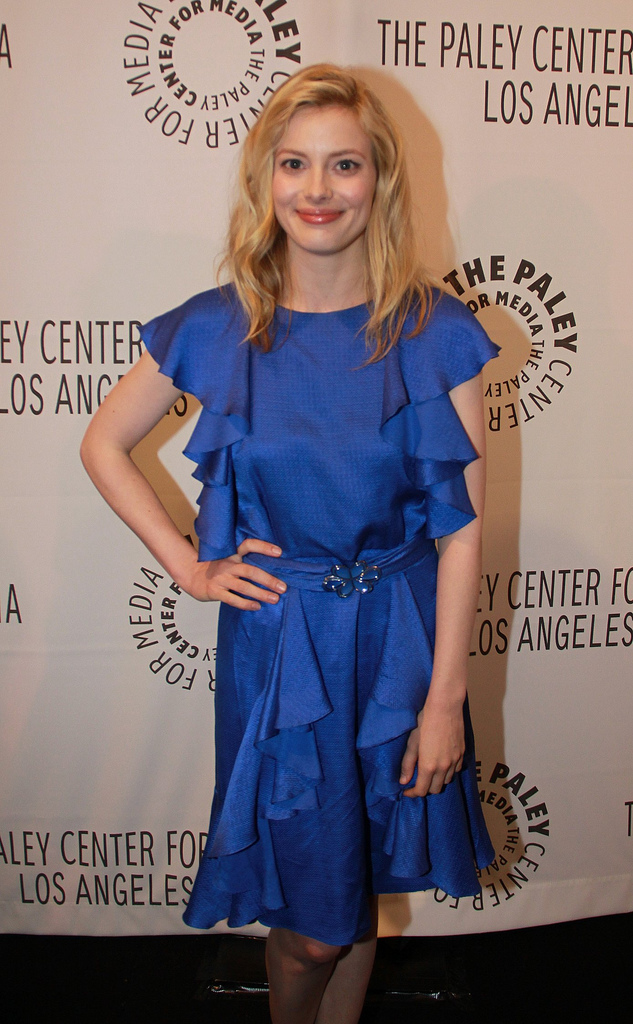
Jacobs v březnu roku 2010

V roce 2009 získala roli v komediálním seriálu Zpátky do školy. Jacobs okomentovala svoje působení v tomto seriálu v interview s magazínem Venus Zine, "V tomto seriálu je tolik absurdity. Existujeme ve světě, kde se každý týden může stát cokoliv a to mě naplňuje v mnoha směrech."V září 2014 byla obsazena do hlavní role seriálu Love, který měl premiéru v roce 2016. V lednu 2015 zrežírovala film o Grace Hooper ve filmu The Queen of Code.

## Filmografie
| Rok  | Název                            | Role                    | Poznámky                       |
| ---- | -------------------------------- | ----------------------- | ------------------------------ |
| 2005 | Building Girl                    | Katie                   |                                |
| 2007 | Černý víkend                     | Froggy                  |                                |
| 2008 | Zalknutí                         | Cherry Daiquiri / Beth  |                                |
| 2008 | Gardens of the Night             | Leslie                  |                                |
| 2009 | The Box                          | Dana                    |                                |
| 2009 | Solitary Man                     | vysokoškolská studentka |                                |
| 2010 | Helena from the Wedding          | Helena                  |                                |
| 2010 | Kouč                             | Zoe                     |                                |
| 2010 | NoNAMES                          | CJ                      |                                |
| 2011 | Let Go                           | Darla                   |                                |
| 2012 | Hledám přítele pro konec světa   | Katie                   |                                |
| 2012 | Adventure in the Sin Bin         | Lauren                  |                                |
| 2012 | Watching TV with the Red Chinese | Suzanne                 |                                |
| 2012 | Revenge for Jolly!               | Tina                    |                                |
| 2013 | Kouzelníci                       | Miranda                 |                                |
| 2013 | Made in Cleveland                | Martha                  |                                |
| 2013 | It's Not You, It's Me            | Babe                    | krátkometrážní film            |
| 2013 | The Big Ask                      | Emily                   |                                |
| 2013 | Crush                            | Shira                   | krátkometrážní film            |
| 2013 | Milo                             | Sarah                   |                                |
| 2014 | Ulička hanby                     | Rose                    |                                |
| 2014 | Life Partners                    | Paigve                  |                                |
| 2014 | Dvojnice                         | Lacey/Sadie             |                                |
| 2014 | Black and White                  | Fay                     |                                |
| 2015 | The Queen of Code                | –                       | režisérka                      |
| 2015 | To byl zítra flám 2              | Jill                    |                                |
| 2015 | Přeludy                          | Sadie                   |                                |
| 2015 | O tom si nech zdát, José         | Penny                   |                                |
| 2016 | Don't Think Twice                | Samantha                |                                |
| 2016 | Dean                             | Nicky                   |                                |
| 2016 | Švagr                            | Gwen Turley             |                                |
| 2017 | Lemon                            | Tracy                   |                                |
| 2018 | Life of the Party                | Helen                   |                                |
| 2018 | Curated                          |                         | režisérka, krátkometrážní film |
| 2018 | Ibiza                            | Harper                  |                                |
| 2019 | Magic Camp                       | Christina Darkwood      |                                |

| Rok       | Název                                    | Role                   | Poznámky                                                 |
| --------- | ---------------------------------------- | ---------------------- | -------------------------------------------------------- |
| 2006      | The Book of Daniel                       | Adele Congreve         | 3 díly                                                   |
| 2007      | Traveler                                 | Kimberly               | díl: „Pilot“                                             |
| 2008      | Hranice nemožného                        | Joanne Ostler          | díl: „The Equation“                                      |
| 2009      | Zákon a pořádek                          | Sue Smith              | díl: „Rock Star“                                         |
| 2009      | Milionový lékař                          | Tess Frimoli           | díl: „There Will be Food“                                |
| 2009      | Dobrá manželka                           | Sonia                  | díl: „Pilot“                                             |
| 2009–2015 | Zpátky do školy                          | Britta Perry           | hlavní role, 110 dílů                                    |
| 2010      | Aqua Teen Hunger Force                   | Carlova manželka       | díl: „Larry Miller Hair System“                          |
| 2012      | Robot Chicken                            | Různé (hlas)           | díl: „Punctured Jugular“                                 |
| 2012      | Comedy Bang! Bang!                       | Sama sebe              | díl: „Zach Galifianakis Wears a Blue Jacket & Red Socks“ |
| 2013      | The Venture Bros.                        | Marsha Backwood (hlas) | díl: „Venture Libre“                                     |
| 2013      | Comedy Bang! Bang!                       | Sama sebe              | díl: „Gillian Jacobs Wears a Red Dress with Sail Boats“  |
| 2013–14   | Monstra vs. Vetřelci                     | St'abi (hlas)          | 12 dílů                                                  |
| 2014      | The Greatest Event in Television History | Sonny                  | díl: „Bosom Buddies“                                     |
| 2014      | Americký táta                            | Christy (hlas)         | díl: „Introducing the Naughty Stewardesses“              |
| 2014      | Tim & Eric's Bedtime Stories             | Mladý pacient          | díl: „Toes“                                              |
| 2015      | Girls                                    | Mimi-Rose Howard       | 5 dílů                                                   |
| 2015      | Čas na dobrodružství                     | M.A.R.G.L.E.S. (hlas)  | díl: „You Forgot Your Floaties“                          |
| 2015      | Long Live the Royals                     | Rosalind/Různé hlasy   | 4 díly                                                   |
| 2016–2018 | Love                                     | Mickey Dobbs           | hlavní role, 34 dílů                                     |
| 2017      | Dr. Ken                                  | Erin                   | díl: „Ken's New Intern“                                  |
| 2017      | Normálka                                 | Blu-ray (hlas)         | 3 díly                                                   |
| 2017      | Bajillion Dollar Propertie$              | Jenny Tanner           | díl: „Chelsea Leight-Leigh Lately“                       |
| 2017      | Justice League Action                    | Roxy Rocket (hlas)     | díl: „The Fatal Fare“                                    |
| 2017      | Rick a Morty                             | Supernova (hlas)       | díl: „Vindicators 3: The Return of Worldender“           |
| 2017      | HarmonQuest                              | Chip                   | díl: „The Quest Continues“                               |
| 2018      | Random Acts of Flyness                   | samu sebe              | díl: „They Got Some S**t That'll Blow Out Our Back“      |
| 2019      | Weird City                               | Mulia                  | díl 1.5                                                  |

## Ocenění/Nominace
| Rok  | Ocenění               | Kategorie                       | Produkce        | Výsledek  |
| ---- | --------------------- | ------------------------------- | --------------- | --------- |
| 2010 | Method Fest           | Nejlepší herečka                | Nonames         | nominace  |
| 2010 | Copper Wing Award     | Nejlepší herecké obsazení       | Nonames         | vítězství |
| 2010 | Speciální cena poroty | Herecký úspěch                  | Nonames         | vítězství |
| 2012 | TV Guide Award        | Nejoblíbenější herecké obsazení | Zpátky do školy | vítězství |